# Haplochromis kamiranzovu
Haplochromis kamiranzovu är en fiskart som beskrevs av Snoeks, Coenen och Thys van den Audenaerde, 1984. Haplochromis kamiranzovu ingår i släktet Haplochromis och familjen Cichlidae. IUCN kategoriserar arten globalt som livskraftig. Inga underarter finns listade i Catalogue of Life.